# Clásico Club Hípico de Concepción
El Clásico Club Hípico de Concepción es la carrera de caballos más importante que se disputa durante el año en el hipódromo del mismo nombre, en Chile. Es denominado como clásico condicional reservado para caballos de 3 años sobre la distancia de 2.000 metros. Compone la última etapa de la Cuádruple Corona del Bío-Bío.

## Fecha de la carrera
- Hasta 1998 esta tradicional competencia se desarrollaba a mediados de diciembre de cada año.
- Desde 1999 hasta 2008 se desarrollaba el primer martes de diciembre de cada año.
- Desde 2009 hasta 2023 se desarrolló el último martes de diciembre de cada año.
- Debido al retraso en el proceso generacional 2024 en el hipódromo penquista, este clásico se disputará el martes 25 de febrero de 2025.

## Ganadores
Los siguientes son los ganadores de la prueba desde 1996.

En cursiva, ganador de la Triple Corona del Bío-Bío.
| H    | Caballo                  | Jinete                      | Preparador                            | Stud                | Haras               | Tiempo  | Video |
| ---- | ------------------------ | --------------------------- | ------------------------------------- | ------------------- | ------------------- | ------- | ----- |
| 1996 | Gonfalone                | Cristián Herrera            | Luis Azócar Ch.                       | El Milagro          | Figurón             | 2.05.38 |       |
| 1997 | Teocro                   | Alejandro Garrido           | Sergio Romero R.                      | Index               | Carioca             | 2.08.91 |       |
| 1998 | Río Abajo                | Cristián Torres             | Gerardo Melo M.                       | Haras María Antonia | María Antonia       | 2.05.31 |       |
| 1999 | Yudistan                 | Luis Torres Ch.             | Sergio Romero R.                      | Emy                 | Longaví             | 2.03.29 |       |
| 2000 | Propio                   | Michelle G. Castillo        | Hugo Pozo V.                          | Doña Sofía          | Santa Isabel        | 2.04.46 |       |
| 2001 | Graciosisimo             | Germán Aguayo               | Hugo Torres R.                        | Paloma              | Roblería            | 2.03.39 |       |
| 2002 | Tía Cori                 | Carlos Fernández H.         | Nelson Bustos M.                      | El Naranjo          | Itihue              | 2.11.25 |       |
| 2003 | Grande Chelo             | Marcelo Cordero M.          | Miguel Norambuena B.                  | Curicó Unido        | Cullinhue           | 2.07.00 |       |
| 2004 | Viene El Rey             | Alejandro Garrido           | Carlos Norambuena B.                  | Index               | Santa Clara         | 2.08.45 |       |
| 2005 | Empédocles               | Carlos Fernández H.         | Alejandro Valdés V.                   | Los Tanderos        | San Patricio        | 2.06.09 | Video |
| 2006 | Achi Baba                | Carlos Fernández H.         | Luis Machulas G.                      | Haras Los Acacios   | Sumaya              | 2.06.52 | Video |
| 2007 | Colombotti               | Jonathan Lavín T.           | Gerardo Melo M.                       | Gerardo Melo M.     | Don Alberto         | 2.06.10 | Video |
| 2008 | Settling Day             | Cristián Torres Ch.         | Nelson Bustos M.                      | Haras Ajial         | Santa Olga          | 2.04.19 | Video |
| 2009 | Por Ti Mamá              | Cristián Torres Ch.         | Nelson Bustos M.                      | Haras Dellarossa    | Dellarossa          | 2.03.22 |       |
| 2010 | Tio Tao                  | Carlos Fernández H.         | Nelson Bustos M.                      | Haras Dellarossa    | Dellarossa          | 2.05.16 | Video |
| 2011 | Back In Black Pie Grande | Juan R. Fica Jely Barril C. | Francisco Saavedra C. Gerardo Melo M. | Degolo Paltas Jara  | Mocito Guapo Sumaya | 2.07.84 | Video |
| 2012 | Fantasmatico             | Carlos Fernández H.         | Nelson Bustos M.                      | Matriarca           | Cordillera          | 2.05.36 | Video |
| 2013 | Doña Jacinta             | Víctor Ramírez B.           | Gerardo Melo M.                       | Guanco              | Santa Cecilia       | 2.04.80 | Video |
| 2014 | Negro Pickle             | Carlos Fernández H.         | Nelson Bustos M.                      | Los Pickles         | Santa Marta         | 2.03.64 | Video |
| 2015 | Puerto Galera            | Jeremy Laprida              | Gerardo Melo M.                       | Coloso              | Puerta de Hierro    | 2.03.80 | Video |
| 2016 | Por Ti Josefa            | Manuel Guerrero M.          | Alberto Pinochet P.                   | Ferman              | Don Beno            | 2.04.02 | Video |
| 2017 | Jumakovsky               | Leonardo Mardones           | Joan Amaya H.                         | La Mila             | Don Beno            | 2.03.10 | Video |
| 2018 | Te de Tapit              | Leonardo Mardones           | Ercira Alarcón J.                     | Calufo              | Convento Viejo      | 2.02.87 | Video |
| 2019 | Bobi Won Kenobi          | Jaime Medina                | Jonathan Azócar                       | Como Lo Querí       | Santa Eladia        | 2.04.87 | Video |
| 2020 | Huaso Encachao           | Jaime Medina                | Joan Amaya H.                         | Como Lo Querí       | Paso Nevado         | 2.05.62 | Video |
| 2021 | Cubito                   | Rafael Cisternas            | Joan Amaya H.                         | Como Lo Querí       | Santa Amelia        | 2.03.24 | Video |
| 2022 | Ruby Chrome              | Danilo Grisales             | Raúl Vásquez O.                       | Gaspar Lucas Mateo  | Sumaya              | 2.02.29 | Video |
| 2023 | Jercutay                 | José Ayala                  | Gerardo Melo M.                       | Gerardo Melo M.     | Sumaya              | 2.01.04 | Video |
| 2025 | Niño del Sur             | José Moya S.                | Ercira Alarcón J.                     | Dienach             | Patricio Baeza A.   | 2.03.17 | Video |

## Última edición
El martes 25 de febrero de 2025. se disputó una edición más del "Clásico Club Hípico de Concepción". se impuso el ejemplar favorito de la carrera "Niño del Sur", (hijo de Flameavay), derrotando a Río Dumo, en tercera posición se ubicó Golden Giant, en cuarto lugar llegó Hasta El Cielo y la tabla la cerró Ludovico Sforza. Niño del Sur fue conducido por José Moya S., es preparado por Ercira Alarcón J., pertenece al stud Dienach y fue criado por el señor Patricio Baeza A..